# Félix Fossey
Félix Fossey né à Paris le 11 août 1826 où il est mort dans le 14e arrondissement le 11 juillet 1899, est un peintre français.

## Biographie
Félix Fossey est le fils d'André Julien Fossey, fabricant de bronze, et de Catherine Feuchère. Il a pour grand-père le bronzier Lucien-François Feuchère.
À partir de 1844, il est élève de Merry-Joseph Blondel et Léon Cogniet à l'École des beaux-arts de Paris.
Il obtient le second prix de Rome en 1852.
En 1858, il illustre l'album Le Monde en estampes. Types et costumes des principaux peuples de l'univers publié par Léonie Bédelet, avec un texte d'Élisabeth Müller, en collaboration avec Auguste Leloir et Jean-Adolphe Bocquin.
En 1859, il épouse Marie Zoé Alexandrine Vion. Leur fils André et leur petit-fils Pierre seront également peintres.
Il devient professeur de dessin en 1870 à l'École spéciale militaire de Saint-Cyr, puis en 1895 à l'école normale de Versailles.
Il meurt le 11 juillet 1899 à Paris.

## Distinctions
- Officier d'académie en 1878.
- Officier d'instruction publique[Quoi ?] en 1885.
- Chevalier de la Légion d'honneur en 1898[4].